# Juane

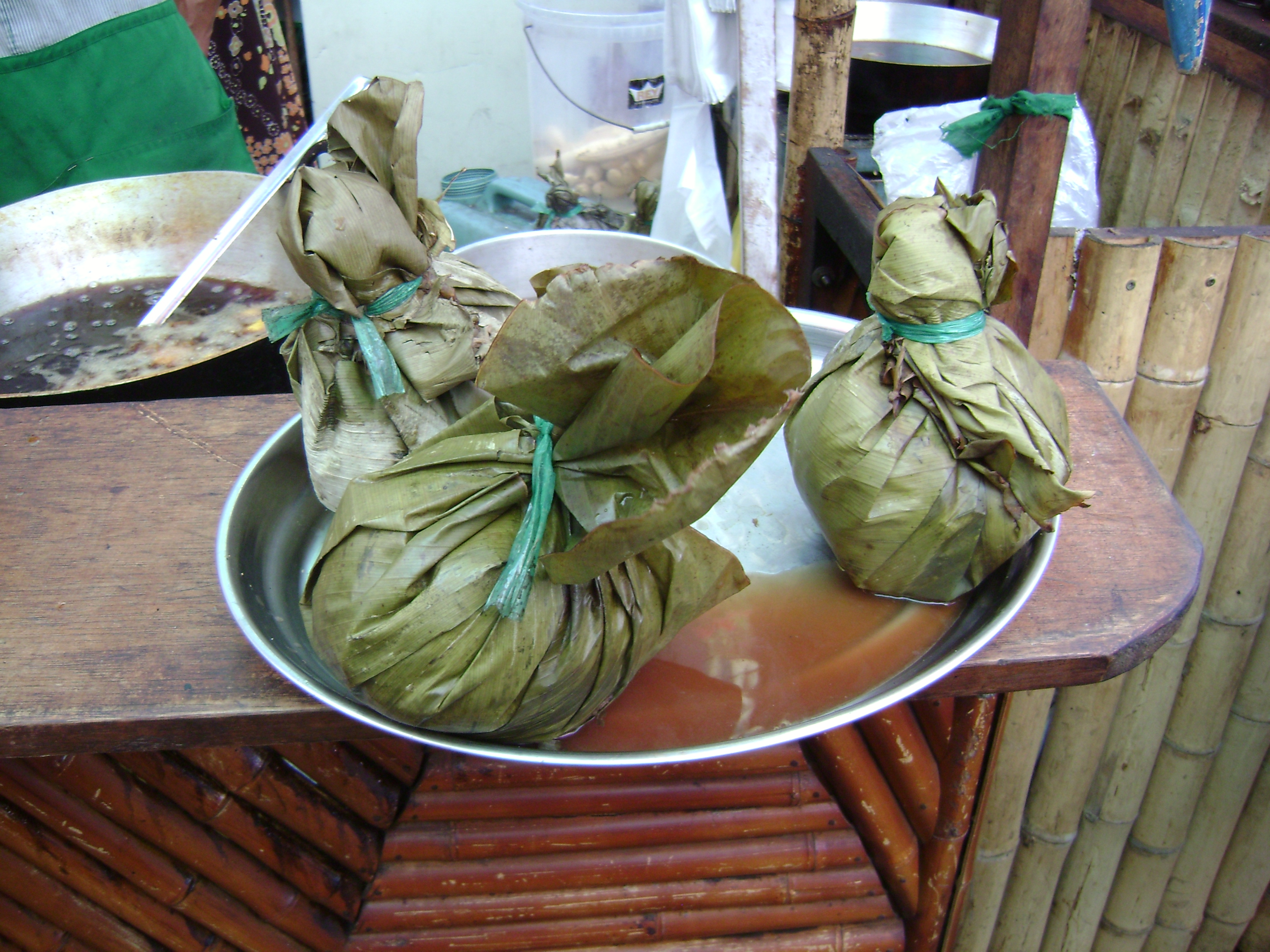
Juane di gallina (avvolto in foglie)

Il juane o juan (pronunciato fane o fan) è uno dei principali piatti tipici della gastronomia della Amazzonia peruviana ed è molto consumato durante la festa di San Giovanni che si celebra il 24 giugno di ogni anno.
Il nome del piatto fu preso a memoria di San Giovanni Battista. Il piatto potrebbe avere un'origine pre-colombiana, ma è noto che quando gli spagnoli giunsero nelle terre incaiche, gli evangelisti resero popolare l'episodio biblico relativo a San Giovanni, Salomè ed Erodiade, attribuendo a questo piatto il nome di juane come riferimento alla testa di San Giovanni.

## Preparazione
Il juane si prepara con riso, carne di gallina, olive, uovo sodo, spezie, il tutto avvolto in una foglia di bijao e poi posto a bollire per circa un'ora.
Al posto del riso si può anche utilizzare la manioca, la chonta, una miscela di riso e manioca o fagioli.
Il piatto viene accompagnato con differenti alimenti a seconda dei costumi delle regioni della selva peruviana: ad esempio con tacacho, manioca o semplicemente con il platano bollito.